# Béatrice du Portugal (1347-1381)
Béatrice du Portugal (née vers 1347, décédée le 5 juillet 1381) est une femme de la noblesse portugaise du XIVe siècle, comtesse d'Alburquerque, épouse de Sanche de Castille et fille du roi du Portugal Pierre Ier et de sa femme Inês de Castro.

## Biographie
Béatrice est née vers 1347 à Coimbra au Royaume du Portugal. L'ascendance de Béatrice est débattue. Certaines historiens considère qu'elle est la fille naturelle du roi Pierre Ier et que son titre ne peut être infante. D'autres historiens affirment que la mort d'Inês de Castro fut ordonnée par le père de Pierre Ier : Alfonse IV du Portugal. Après avoir hérité du trône, le prince admit qu'il avait épousé Inês en secret et qu'elle était donc reine du Portugal aux yeux de la loi.
Béatrice devient comtesse d'Albuquerque lors de son mariage avec Sanche de Castille en 1373, titre qu'elle portera durant un an jusqu'au décès de son mari le 19 mars 1374.
Béatrice et Sanche de Castille ont deux enfants : 
- Ferdinand Sánchez (1373 † 1385), 2e comte de Alburquerque
- Éléonore, comtesse d'Albuquerque, qui épousera Ferdinand Ier d'Aragon.